# Сејкански тунел
Сејкански тунел (јап. 青函トンネル, Seikan Tonneru или 青函隧道, Seikan Zuidō), дужине 53,85 км, је железнички тунел са двоструким шинама у Јапану, са 23,3 км дугачким делом испод морског дна мореуза Цугару, који раздваја префектуру Аомори на главном јапанском острву Хоншу од северног острва Хокаидо. Ниво пруге је око 100 м испод морског дна и 240 м испод нивоа мора. Тунел је део стандардне брзе пруге Хокаидо Шинкансен и ускотрачне пруге Каикјо железничке компаније Хокаидо линије Цугару-Каикјо. 
Сејкански тунел је најдужи тунел на свету са подморским сегментом (Евротунел, мада краћи, има дужи подморски сегмент). То је такође други најдубљи тунел и други најдужи железнички тунел главне пруге након отварања базног тунела Готард у Швајцарској 2016. године.

## Преглед
Тунел је изграђен коришћењем конвенционалних метода градње, укључујући машину за бушење тунела (TBM) и нову аустријску методу израде тунела (NATM). Трошкови изградње самог тунела били су 538,4 милијарде јена у фази планирања, али је заправо коштао 745,5 милијарди јена. Трошкови изградње линије мореуза, укључујући линију везивања, били су 689 милијарди јена у фази планирања, али стварни трошак је 900 милијарди јена. Број погинулих у изградњи био је 34.
За разлику од почетка изградње током процвата Сеикан руте, чак и у источном Јапану, путничким саобраћајем до Хокаида већ су доминирали авиони, а изградња Хокаидо Шинкансена је замрзнута када је завршен план. Што се тиче теретног промета, због погоршања односа рада и менаџмента у ЈНР у то време, укључујући честе штрајкове и борбу за поштовање закона, теретни транспорт је наставио да стагнира јер је изгубио тржишни удео у односу на трајекте и обалску пловидбу. Поред тога, пошто су трошкови одржавања велики, као што је потреба за пумпањем велике количине изворске воде чак и након завршетка, ова огромна инвестиција се сматрала неприхватљивим трошком, а сматрало се да је економичније напустити је. Она је исмевана као „Шовина процена три идиота“, „бескорисне дугачке ствари“ и „тунел у мочвари“. Међутим, након свог отварања, играо је важну улогу у транспорту терета фирме JR Freight између Хокаида и Хоншуа, и имао је 21 повратно путовање (редовним возовима) дневно. Укључујући специјалне возове, постоји око 50 теретних возова горе-доле. Ефекат могућности постизања стабилног и безбедног транспорта који није под утицајем временских прилика је значајан, а посебно се драматично повећао обим транспорта пољопривредних производа, који су кључна индустрија на Хокаиду.

## Историја
Спајање острва Хоншу и Хокшаидо фиксном везом разматрано је још од периода Таишо (1912–1925), али озбиљно истраживање започело је тек 1946, изазвано губитком прекоокеанске територије на крају Другог светског рата и потребом за смештај повратника. 1954, током тајфуна, потонуло је пет трајеката, убивши 1.430 путника. Следеће године, јапанске Националне железнице убрзале су истраживања у вези тунела. Такође је забрињавао све већи саобраћај између два острва. Растућа економија повећала је ниво саобраћаја на трајекту Сејкан на 4.040.000 путника годишње од 1955. до 1965, а ниво терета порастао је 1,7 пута, до 6.240.000 тона годишње. 
У септембру 1971. године донета је одлука да се започну радови на тунелу. Изабран је пресек који је способан за прихват брзе железнице Шинкансен, са плановима за ширење Шинкансен мреже. Тешка градња у тешким геолошким условима се наставила. Тридесет четири радника су погинула током изградње. Јапански премијер Јасухиро Накасоне је 27. јануара 1983. притиснуо прекидач који је покренуо експлозију која је довршила пилот тунел. Слично је, 10. марта 1985, министар саобраћаја Токуо Јамашита симболично прошао кроз главни тунел. 
Неопходност овог пројекта била је доведена у питање током градње, јер су предвиђања о саобраћају за 1971. била прецењена. Уместо да се стопа саобраћаја повећала како се предвиђало до врхунца 1985. године, достигла је врхунац раније, 1978. године, а затим наставила да се смањује. Смањење је приписано успоравању јапанске економије од прве нафтне кризе 1973. и напретку у ваздушном саобраћају и морском превозу дужег обима.
Тунел је отворен 13. марта 1988. и коштао је скоро 12 пута више од првобитног буџета, од чега је већи део последица инфлације током година. Како би се обележио овај догађај, Јапанска ковница је 1988. издала пригодни новчић од 500 јена који приказује тунел. Једном када је тунел завршен, сав железнички саобраћај између Хоншуа и Хокаида га је користио. Међутим, што се тиче путничког превоза, 90% људи користи авион због брзине и трошкова. На пример, путовање између Токија и Сапороа возом траје осам сати, са преласком из Шинкансена у уски колосечни брзи воз у Хакодатеу. Путовање авионом траје 1 сат и 45 минута, или три сата и тридесет минута, укључујући време приступа аеродрому. Дерегулација и конкуренција у јапанском домаћем авионском путовању снизили су цене на релацији Токио-Сапоро, што је железницу учинило скупљом при поређењу.

### Ток изградње
- 24. априла 1946. започињу геолошка истраживања[21]
- 26. септембра 1954. трајект са возом је потонуо у мореуз Цугару
- 23. марта 1964. основана је Јавна корпорација за изградњу железничких пруга Јапана
- 28. септембра 1971. године почиње градња главног тунела
- 27. јануара 1983. године - пробој пилот тунела
- 10. марта 1985. пробој главног тунела
- 13. марта 1988. отварање тунела
- 26. марта 2016: Службе Шинкансен започињу са радом кроз тунел, а редовне услуге уског колосека кроз тунел престају.[27]

## Геодезијска истраживања, изградња и геологија
Истраживање је започело 1946. године, а изградња је започела 1971. године. Први контакт између две стране био је 1983. Мореуз Цугару има источне и западне кракове, оба приближно 20 km ширине. Прва истраживања 1946. године показала су да је источни крак дубок до 200 m са вулканском геологијом. Западни крак имао је максималну дубину од 140 m и геолошки састав који се састојао углавном од седиментних стена неогеног периода. Одабран је западни крак, са условима који су сматрани повољним за постављање тунела.
Примењено је хоризонтално пробијање пилота дуж линије услужног и главног тунела. Пробијање је вршено истовремено са северног и јужног краја. Међутим, за подморски део дужине 23,3 километра ископане су три бушотине са све већим пречником, односно пилот тунел, сервисни тунел и на крају главни тунел. Сервисни тунел је периодично био повезан са главним тунелом низом прикључних пролаза, у интервалима од 600 до 1.000 метара. Пилот тунел служи као сервисни тунел за централни део од пет километара. Испод Цугару мореуза, употреба машине за пробијање тунела је напуштена после мање од два километра због различите природе стене и тешкоће у приступу. Затим су ископавање динамитом и механичко копање коришћени за ископавање.

## Одржавање
Извештај Мичицугу Икума из 2002. године за подморски део објавио је да "изгледа да је тунел у добром стању". Количина прилива се смањује са временом, иако се „повећава одмах након великог земљотреса”. У марту 2018. године, са 30 година старости, трошкови одржавања су од 1999. године износили 30 милијарди јена или 286 милиона америчких долара. Планови су да се повећа брзина и омогући мобилна комуникација целом дужином тунела.

## Структура
У почетку је само пруга узаног колосека од 1.067 mm положена кроз тунел, али 2005. године пројекат Хокаидо Шинкансен започео је изградњу која је укључивала полагање двоструке трачнице и проширење мреже Шинкансен кроз тунел. Услуге Шинкансена Хакодатеу започеле су у марту 2016. године, а предлаже се да буду проширене на Сапоро до 2031. године. Тунел има 52 km континуирано заварене пруге.
Две станице су у тунелу - станица Тапи-Каитеј и станица Јошиока-Каитеј. Оне служе као тачке за бег у хитним случајевима. У случају пожара или друге катастрофе, станице пружају једнаку сигурност као и много краћи тунели. Пре изградње Хокаидо Шинкансена, обе станице су садржале музејске поставке које су детаљно описивале историју и функцију тунела, и који су могли да се посете на посебним обиласку. Музеји су сада затворени. Ово су прве железничке станице на свету саграђене под морем. 